# Сервій Корнелій Сципіон Сальвідієн Орфіт (консул 51 року)
Сервій Корнелій Сципіон Сальвідієн Орфіт (лат. Servius Cornelius Scipio Salvidienus Orfitus; ? — 66) — державний діяч часів Римської імперії, консул 51 року.

## Життєпис
Походив з патриціанського роду Корнеліїв, його гілки Сципіонів. Користувався прихильністю імператора Клавдія. За його правління зробив кар'єру. Спочатку був міським квестором, згодом став сенатором. У 51 році спільно з Клавдієм став консулом.
У 62—63 роках керував провінцією Африка як проконсул. За часів імператора Нерона зазнав переслідувань. Зрештою у 66 році за зраду був засуджений за формальним звинуваченням Марка Аквілія Регула й страчений. Ймовірно, це сталося, у відповідь на пропозицію Орфіта перейменувати місяць травень на «клавдій» (на честь померлого імператора), а червень — «германік» (на честь Германіка), що не сподобалося Неронові. Також викликало підозру те, що Орфіт надав внайми служників послам від вільних міст зі свої таверни біля римського форуму.

## Родина
- Сервій Корнелій Сципіон Сальвідієн Орфіт, консул-суфект 82 року